# Herbolzheim
Herbolzheim település Németországban, azon belül Baden-Württembergben. Lakosainak száma 11 242 fő (2023. december 31.).

## Népesség
A település népessége az elmúlt években az alábbi módon változott:
| Lakosok száma | 7947 | 10 738 | 10 861 | 11 065 | 11 156 | 11 224 | 11 242 |
|               | 1975 | 2015   | 2017   | 2019   | 2021   | 2022   | 2023   |